# Pembroke (Kentucky)
Pembroke è un comune degli Stati Uniti d'America, situato nello Stato del Kentucky, nella contea di Christian.